# Aleksandr Ladejsjtjikov
Aleksandr Ladejsjtjikov, född den 26 augusti 1979, är en rysk före detta friidrottare som tävlade i kortdistanslöpning.
Ladejsjtjikovs främsta merit är att han ingick i det ryska stafettlaget på 4 x 400 meter som blev silvermedaljörer vid inomhus-VM 2001 i Lissabon efter Polen.

## Personliga rekord
- 400 meter - 46,93 (inomhus 46,88)